# Ralf Klement
Ralf Klement (* 1950 in Erfurt) ist ein deutscher Maler und Bildhauer.

## Biographie
Ralf Klements künstlerische Tätigkeit begann 1970 mit der Malerei. Zwei Jahre später widmete sich Klement auch zunehmend der Bildhauerei und es entstanden seine ersten Skulpturen. Seit 1977 war er als freischaffender Künstler tätig. 1980–82 nahm Klement an den Eichsfeld pleinairs teil. Anfang der 80er Jahre wurde Klement ein Veranstaltungsverbot erteilt, nach dessen Aufhebung 1984 fertigt er zunächst Aktfotografien. Mit der Aufnahme in den VBK der DDR 1988 wurde ihm eine Reiseerlaubnis in den Westen erteilt. 1990 erhält Klement die Auszeichnung der Gothaer Versicherung sowie ein Stipendium des Kunstfonds Bonn und begann mit dem Land Art Project “Cubes in Europe”. Im selben Jahr war er Mitbegründer des Kunstvereins Schloss Röderhof bei Halberstadt; 1993 gründete er zusammen mit Susanne Isabel Bockelmann “blok”; 1999 Gründung von “Monday Shake”; 2007 Gründer der “Mirabel Company”. Im Jahr 2006 wurde Klement mit dem Skulpturenpreis Mörfelden-Walldorf ausgezeichnet.
Das Repertoire Ralf Klements ist breit gefächert: Sein Œuvre beinhaltet Malereien wie Grafiken, Collagen und handwerklich gefertigte Kettensägen-Skulpturen. Letztere bestechen durch ihre expressive und kraftvolle Umsetzung und beweisen dennoch das sensible Einfühlungsvermögen, das Klement seinen Werken entgegenbringt. Großes Interesse hegt Klement insbesondere an der Umsetzung von Stofflichkeit, so haben seine Bilder raue Oberflächen und wirken grobkörnig strukturiert. Charakteristisch ist für Klements Malerei der pastose Farbauftrag sowie seine an Erdtönen orientierte Farbpalette.

## Symposien
- 2015 Symposium Muscat, Oman, Symposium Hämeenlinna, Finnland
- 2014 Symposium El Minia Ägypten, Bildhauersymposium Kronach
- 2009-10-11-12-13-14 Symposium European Artists, Essen
- 2013 Symposium Luxor Ägypten
- 2011 Symposium Gulbarga, Indien; Symposium Teneriffa; Symposium Miszla, Ungarn
- 2010 Symposium St. Michael, Österreich
- 2008-09-10 Symposium Mezetur, Ungarn
- 2009 Symposium Muscat, Oman, Symposium Schloss Gabelhofen
- 2008 Symposium Schloss Gabelhofen, Österreich 15° Symposium European Artists, Essen/Bochum
- 2007 Symposium Dorobanti, Rumänien Bildhauersymposium Dachrieden Bildhauersymposium Friedrichsrode, Thüringen
- 2005 Bildhauersymposium Schwalmstadt / Skulptur für Gedenkstätte Trutzheim
- 2000-03-04 Internationales Künstlersymposium Mirabel/Frankreich
- 2003 Gaststipendium Galerie Schloss Mochental
- 2002 Bildhauersymposium Kronach
- 2001 Bildhauersymposium Volkenroda/Mühlhausen
- 1999 Internationales Künstlersymposium Mirabel/Frankreich
- 1999 Graphiksymposium Fürstenfeldbruck
- 1997 Baltic Symposium Elbląg/Polen
- 1997–98 Zur Brücke internationales Kunstprojekt Wendland
- 1995-96-97 Workstipendium Kleinsassen
- 1993 Bildhauersymposium Mühlhausen/Bollstedt
- 1992 Symposium Babe/Brandenburg
- 1992 Bildhauersymposium Mühlhausen/Bollstedt

## Arbeiten in öffentlichen und privaten Sammlungen (Auswahl)
- Kunstmuseum Heidenheim
- Museum Schloss Moyland
- Sammlung van der Grinten
- Sächsischer Landtag
- Dresdner Bank
- Sammlung Deutscher Bundestag
- Schmidt Bank Zwickau
- Museum Pfalz Galerie Kaiserslautern
- Sammlung Rudolf und Ilse Franke
- Angermuseum Erfurt
- Ewald Schrade
- Schloss Mochental
- Oberhessisches Museum Giessem
- Sammlung Ederer München
- Sammlung Sultan Qaboos Oman
- Museum of Modern Art El Minia

## Ausstellungen (Auswahl)
- 2015: Fernweh – Heimweh, Kunsthistorisches Museum Mühlhausen, Ägyptische Akademie, Rom, Biennale di Soncino, Kulturinstitut Beejad in Marokko
- 2011: Artour o Firenze, Florenz
- 2002: Michaeliskirche Dresden
- 2001: Medienhaus Hannover
- 2000: Erotik Art, Dresden
- 1999: Deutsches Museum, München
- 1996: Museum Dörmitz, „Zur Brücke“, Dannenberg
- 1995: Schloss Schönfeld, Kassel; Casino, Wiesbaden
- 1994: Würfel in Europa, Installationen in verschiedenen Landschaften, Art In, Meerane
- 1993: Neues Museum, Landsberg; Städtisches Museum Zwickau
- 1992: Caleway art centre, Irland
- 1991: Kunstmuseum Heidenheim
- 1990: Europäische Kunstwerkstatt, Weimar; Workshop mit Künstlern und Studenten der St. Martins Akademie, London